# Dormició de Maria

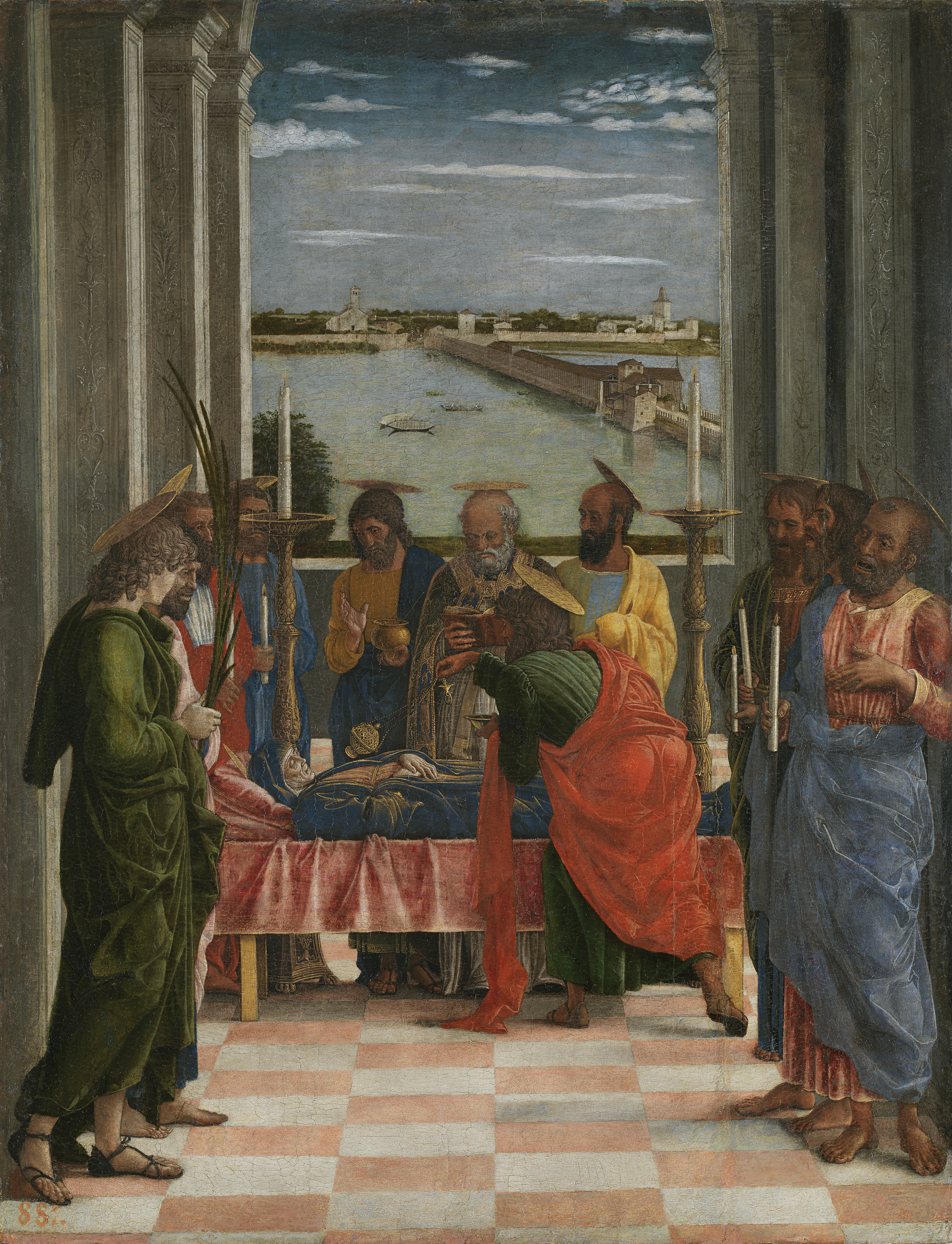
Dormició de Maria dAndrea Mantegna

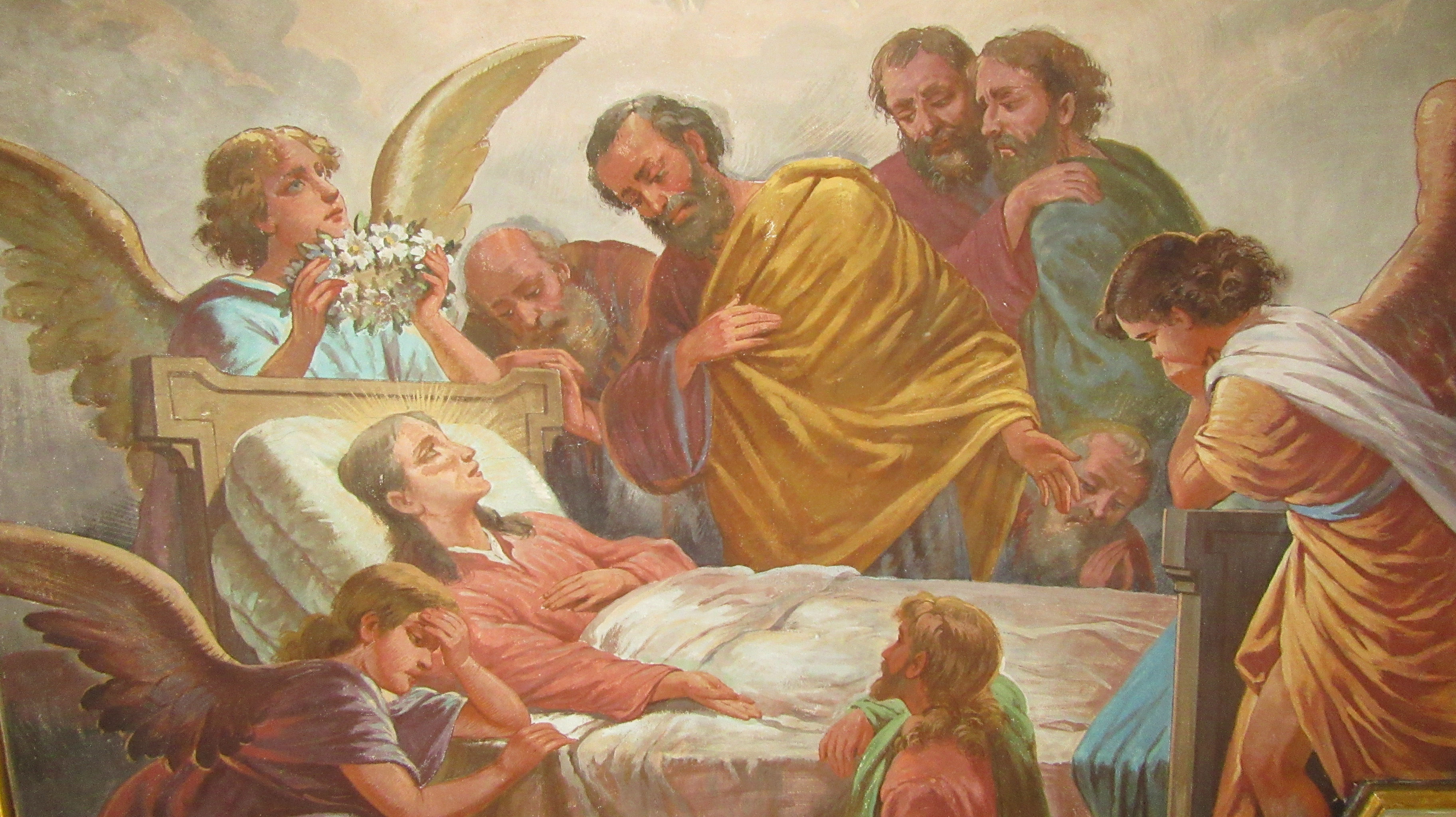
Dormició de Maria de Paolo Zambelli, església de Caselle Landi, Italia.

La Dormició de Maria és, en el catolicisme, la glorificació del cos de Maria, la Mare de Déu mitjançant la definitiva donació de la immortalitat gloriosa sense passar per la mort, és a dir, al contrari que succeeix en la mort humana, la intervenció divina del seu fill va fer que cos i ànima glorificats no se separessin en espera del judici final i ascendissin units als cels. Segons el dogma establert per Pius XII l'1 de novembre de 1950: «Pronunciem, declarem i definim ser dogma divinament revelat; que la Immaculada Mare de Déu, sempre Verge Maria, complert el curs de la seva vida terrena, va ser elevada en cos i ànima a la glòria celeste».
En el llenguatge processional, s'anomena Mare de Déu en dormició a la imatge representada en un llit amortallada tapada per roba de llit; i la Mare de Déu en trànsit aquella representada en un llit amortallada però no tapada per roba de llit i en general envoltat de flors a tot el perímetre.
La festivitat se celebra el dia 15 d'agost.

## Orient i Occident
Al cristianisme catòlic romà, l'Assumpció de Maria és un dogma de fe des de 1950. Si bé el dogma no es pronuncia explícitament sobre la mort de la Santíssima Mare de Déu, la tradició majoritària considera que Maria va morir però va ser ressuscitada immediatament i elevada als cels, en cos i ànima.
Al cristianisme ortodox també es comparteix la creença en l'assumpció i s'agrega la creença de va ser adormida, el que es coneix com la «santíssima dormició de la Verge Maria», la qual cosa hauria succeït abans de ser elevada al cel.